# Włodzimierz Mlak
Włodzimierz Mlak (ur. 9 czerwca 1931 w Sosnowcu, zm. 10 kwietnia 1994 w Krakowie) – polski matematyk.

## Życiorys
Był absolwentem V Liceum Ogólnokształcącego im. Augusta Witkowskiego w Krakowie. Studia matematyczne ukończył w 1954 na Uniwersytecie Jagiellońskim, tam w 1958 otrzymał tytuł kandydata nauk, na podstawie pracy Oszacowania i nielokalne twierdzenia o istnieniu dla pewnych typów równań różniczkowych niestacjonarnych, prawie liniowych napisanej pod kierunkiem Jacka Szarskiego, od 1961 był pracownikiem Instytutu Matematycznego PAN, w Oddziale Krakowskim, habilitował się w 1963 na podstawie pracy Nierówności różniczkowe w przestrzeniach Banacha, w 1971 mianowany profesorem nadzwyczajnym, w 1976 profesorem zwyczajnym.

## Wyróżnienia
W 1966 otrzymał Nagrodę im. Stefana Banacha, w 1986 został odznaczony Krzyżem Kawalerskim Orderu Odrodzenia Polski.

## Książki
- Włodzimierz Mlak, Wstęp do teorii przestrzeni Hilberta, Państwowe Wydawnictwo Naukowe (PWN), Warszawa 1970 (II wyd. 1972).